# Katafrakt
Katafrakt (lat.: Cataphractii) el. Clibanarii betegner svært pansrede kavalerienheder, som blev brugt af flere af antikkens imperier, bl.a. parterne, romerne og sassaniderne. Katafrakt stammer fra græsk: κατάφρακτος (kataphrasein) og betyder "[at] pansre"). Oprindelsen til ordet Clibanarii er usikker, men clibani betyder på latin "feltovn". Det kan dog være en forvanskning af de persiske ord griwbanwar eller griva-pana-bara, som betyder "hals-beskytter-bærer".
Betegnelserne Clibanarii og cataphractii bruges tilsyneladende mest i flæng af antikke kilder, og ifølge den polske arkæolog Mariusz Mielczarek betegner ordene to forskellige angrebsformationer og ikke forskellige typer enheder med forskelligt udstyr. Den samme soldat kunne med andre ord optræde på som Clibanarii og cataphractii. Hos nogle kilder bruges udtrykket Clibanarii om en særligt tungt pansret cataphractii.

## Antikkens katafrakt
Oprindelsen til det tunge kavaleri skal med stor sandsynlighed findes blandt nomadefolkene på de centralasiatiske stepper. Professionen var forbeholdt de rigeste, som kunne finansiere udrustningen. Disse traditioner er derefter overtaget af folkeslag i Mellemøsten og har derfra spredt sig først til grækerne under perserkrigene og siden til romerne, for siden at blive til den middelalderlige ridder.
Ifølge græske og romerske kilder stammede katafrakten oprindeligt fra partherne. Der indgik sidenhen katafrakter i seleukidernes hær, og i Pyrrhus` hær, som romerne mødte i Syditalien i det 3. årh. f.v.t. Men romerne benyttede ikke selv det tunge kavaleri før Hadrians regeringstid (117 e.v.t. -138 e.v.t.).
Udstyr og taktik varierede, men katafrakter bar generelt et svært skælpanser eller ringbrynje, et skjold og et langt spyd eller lanse, der blev brugt ved angreb i tætte formationer. De blev primært brugt som choktropper under angreb og med støtte fra fodfolk og/eller bueskytter.
Et angreb med katafrakter foregik i antikken generelt med stor effektivitet pga. den høje grad af disciplin hos rytteriet og det store antal, der indgik i antikkens hære. Romerske forfattere beskrev flere gange den rædsel, der greb soldaterne, når de stod overfor parternes tunge kavaleri, og de slog da også flere romerske angreb tilbage vha. deres katafrakter.
Sassaniderne fortsatte parternes kavaleritraditioner, men de meget tunge typer blev afløst af en lettere, der både fungerede som katafrakt og bueskytte. Det skete formodentligt under indflydelse af tyrkere og hunner. Denne udvikling vendte dog i 4. årh. under Shapur 2.`s krige med romerne, hvor det meget tunge rytteri blev genindført. I 6. og 7. årh. flyttede vægten sig igen mod de lette typer samtidig med, at romerne gjorde deres hær lettere og mere mobil.

## Byzantisk katafrakt
Pansringen af katafrakten i det Østromerske rige bestod af skæl-, kæde- eller lamelrust-ning på både rytter og hest. På hovedet bar rytteren en hjelm (keglehjelm, kedelhjelm, brillehjelm eller maskehjelm). Katafraktens vigtigste våben var en tohåndslanse, (contus), og det brede, korte tveæggede sværd (spatha). Lederen af en katafrakteskadron bar ofte en dragestandart og blev derfor kaldt draconius.
I det 6. årh. var katafrakterne blevet eliteenheden i den romerske hær, de var veltrænede og var i stand til både at foretage angreb med lanser og bue, som de ifølge Procopius brugte med stor præcision. Ud fra samtidige skildringer tyder noget på, at armeringen blev lettere i løbet af middelalderen og helt forsvandt fra hestene.
Efter slaget ved Manzikert mistede det Byzantinske rige de anatolske provinser, hvor der traditionelt blev opdrættet heste. Dette kan have været en af grundene til hærreformen under Manuel I Komnenos, hvor den gamle katafrakttype forsvandt, og hvor rytteriet blev udformet efter vesteuropæisk model. Hvornår katafrakten forsvandt, er dog umuligt at sige, da den udfyldte den samme rolle på slagmarken som den pansrede ridder gjorde. Byzantinerne lagde vægt på et stærkt kavaleri, som de kaldte katafrakter, til det sidste, og bulgarerne, litauerne, albanerne og russerne o.a. opbyggede deres egne hære efter den byzantinske model.
I Vesteuropa blev forarbejdningen af metal efterhånden så sofistikeret, at skælpanser og ringbrynjer blev forladt i løbet af middelalderen, men de nye typer rustning blev kun langsomt indført hos byzantinerne, og hærens udstyr var stadig i 1453 meget gammeldags.
Katafrakterne kan betragtes som de tidlige forløbere for middelalderens ridderhære, men manglen på svære heste og det, at stigbøjlerne endnu ikke var kendt, forsinkede udviklingen af et egentligt, tungt kavaleri. Den vigtigste forskel ligger dog i den sociale status. I Østrom var katafrakten regnet som en helt almindelig soldat på linje med fodfolket, mens middelalderens ridder tilhørte en særlig samfundsklasse.